# Khuếch tán đổi mới

## Khái niệm
Lí thuyết khuếch tán đổi mới trong tiếng Anh là trong tiếng Anh là ; Lí thuyết khuếch tán đổi mới là một giả thuyết phác họa việc làm thế nào công nghệ mới và tiến bộ khác lan rộng khắp xã hội và văn hóa, từ việc giới thiệu sản phẩm đến chấp nhận sử dụng. Lí thuyết tìm kiếm lời giải thích làm thế nào và tại sao ý tưởng mới và thực nghiệm lại được chấp nhận với các mốc thời gian có khả năng lan truyền ra trong thời gian dài.roCách thức mà các cải tiến được kết nối đến các bộ phận khác nhau của xã hội và những ý kiến chủ quan liên quan đến việc đổi mới là những yếu tố quan trọng trong việc làm thế nào sự khuếch tán (hay sự lan truyền) xảy ra nhanh như vậy.
Điều này rất quan trọng để hiểu về việc phát triển thị phần.

## Lịch sử
Khái niệm khuếch tán được nghiên cứu đầu tiên bởi nhà xã hội học người Pháp Gabriel Tarde vào cuối thế kỷ 19 và bởi các nhà nhân chủng học và nhà địa lý người Đức và Áo như Friedrich Ratzel và Leo Frobenius. Nghiên cứu về sự khuếch tán của những đổi mới đã diễn ra trong lĩnh vực xã hội học nông thôn ở miền trung tây nước Mỹ vào những năm 1920 và 1930. Công nghệ nông nghiệp đã phát triển nhanh chóng và các nhà nghiên cứu bắt đầu kiểm tra xem nông dân tự do đang áp dụng hạt giống, thiết bị và kỹ thuật lai như thế nào. Một nghiên cứu về việc áp dụng hạt giống ngô lai ở Iowa của Ryan và Gross (1943) đã củng cố công việc trước đây về khuếch tán thành một riêng biệmô hìnht sẽ được trích dẫn nhất quán trong tương lai. Kể từ khi bắt đầu vào xã hội học nông thôn, Diffusion of đổi mới đã được áp dụng cho nhiều bối cảnh, bao gồm xã hội học y tế, truyền thông, tiếp thị, nghiên cứu phát triển, nâng cao sức khỏe, nghiên cứu tổ chức, quản lý tri thức, sinh học bảo tồn và nghiên cứu phức tạp, với một tác động đặc biệt lớn đến việc sử dụng thuốc, kỹ thuật y tế và truyền thông sức khỏe. Trong các nghiên cứu tổ chức, hình thức dịch tễ học hoặc ảnh hưởng nội bộ cơ bản của nó được hình thành bởi H. Earl Pemberton, như tem bưu chính và các quy tắc đạo đức học đường chuẩn hóa.
Năm 1962, Everett Rogers, giáo sư xã hội học nông thôn, đã xuất bản tác phẩm tinh xảo của mình: khuếch tán đổi mới. Rogers tổng hợp nghiên cứu từ hơn 508 nghiên cứu khuếch tán trên các lĩnh vực ban đầu ảnh hưởng đến lý thuyết: nhân chủng học, xã hội học sớm, xã hội học nông thôn, giáo dục, xã hội học công nghiệp và xã hội học y tế. Sử dụng tổng hợp của mình, Rogers đã đưa ra một lý thuyết về việc áp dụng các sáng kiến giữa các cá nhân và tổ chức. Phổ biến các sáng kiến và các cuốn sách sau này của Rogers là một trong những cuốn sách thường được trích dẫn nhất trong nghiên cứu khuếch tán. Các phương pháp của ông được theo dõi chặt chẽ trong nghiên cứu khuếch tán gần đây, ngay cả khi lĩnh vực này đã mở rộng và bị ảnh hưởng bởi các ngành phương pháp khác như phân tích và truyền thông mạng xã hội.

## Sự hình thành lí thuyết khuếch tán đổi mới[4]
Lí thuyết này được phát triển bởi E.M. Rogers, một nhà lí luận truyền thông tại Đại học New Mexico năm 1962. Nó giải thích một loạt các ý tưởng thông qua các giai đoạn áp dụng bởi các chủ thể khác nhau. Những nhóm chính trong lí thuyết khuếch tán đổi mới là:
+ Nhóm khách hàng đổi mới: là những người cởi mở với rủi ro và là người đầu tiên thử những sản phẩm mới.
+ Nhóm khách hàng thích nghi nhanh: những người quan tâm đến việc thử các công nghệ mới và thiết lập tiện ích của chúng trong xã hội.
+ Nhóm khách hàng chấp nhận sớm: nhóm khách hàng này mở đường cho việc sử dụng sản phẩm đổi mới trong xu hướng xã hội và là một phần của cộng đồng nói chung.
+ Nhóm khách hàng chấp nhận muộn: Nhóm khách hàng này cũng là một phần của cộng đồng nói chung và nói đến tập hợp những người theo nhóm khách hàng chấp nhận sớm chấp nhận sản phẩm đổi mới như một phần trong cuộc sống hàng ngày của họ.
+ Nhóm khách hàng lạc hậu: đúng như tên gọi, khách hàng lạc hậu tụt lại so với cộng đồng nói chung trong việc áp dụng các sản phẩm tân tiến và ý tưởng mới. Điều này chủ yếu là vì họ không thích rủi ro và làm theo cách của họ. Nhưng sự phổ biến của sản phẩm đổi mới thông qua xu hướng xã hội khiến họ không thể hoạt động và (làm việc) trong cuộc sống hàng ngày mà không có nó. Kết quả là, họ buộc phải bắt đầu sử dụng nó.
Các yếu tố ảnh hưởng đến tốc độ khuếch tán đổi mới bao gồm sự kết hợp giữa dân số nông thôn với thành thị trong xã hội, trình độ học vấn của xã hội, quy mô công nghiệp hóa và phát triển. Các xã hội khác nhau có thể có tỉ lệ chấp nhận khác nhau.
Tỉ lệ chấp nhận là tỉ lệ mà các thành viên của xã hội chấp nhận một sản phẩm tân tiến. Tỉ lệ chấp nhận cho các loại đổi mới khác nhau là khác nhau. Ví dụ, một xã hội có thể đã sử dụng internet nhanh hơn so với việc sử dụng ô tô do chi phí, khả năng tiếp cận và sự quen thuộc với thay đổi công nghệ.

## Bốn nhân tố ảnh hưởng đến sự khuếch tán của một ý tưởng mới:

### Mức độ cải tiến
a. Lợi thế tương đối
Là mức độ cải tiến được cảm nhận tốt hơn những sản phẩm đã có. Những sản phẩm có lợi thế tương đối càng cao thì tỉ lệ lan truyền của nó trong xã hội càng nhanh.
b. Tính tương thích
Mức độ mà cá nhân cảm nhận cải tiến phù hợp với những giá trị của mình. Những sản phẩm mới không tương thích với những giá trị của cá nhân sẽ rất khó phổ biến.
c. Mức độ phức tạp
Những sản phẩm mới càng khó hiểu và sử dụng thì mức độ phổ biến càng hẹp.
d, Dùng thử
Dùng thử là mức độ sản phẩm mới được trải nghiệm thử với một mức độ cho phép. Khách hàng dùng thử có cơ hội dùng thử thì sản phẩm mới càng dễ thành công.
e. Tính quan sát được
Quan sát được là mức độ kết quả của sản phẩm mới được nhìn thấy bởi khách hàng. Những sản phẩm mới trong đó tính năng của nó dễ quan sát thì càng được dễ lan truyền và chấp nhận.

### Kênh truyền thông
Truyền thông là quá trình các cá nhân tham gia vào việc tạo ra và chia sẻ thông tin với nhau.
Kênh truyền thông đại chúng đem lại hiệu quả cao trong việc lan truyền sản phẩm mới, trong khi các kênh cá nhân lại có hiệu quả cao trong việc thay đổi thái độ về sản phẩm mới.

### Thời gian
a. Innovators
Là 2.5% khách hàng đầu tiên dùng sản phẩm, những khách hàng này dám chấp nhận rủi ro trong việc tiêu dùng sản phẩm mới. Với cá tính táo bạo, ít bị ràng buộc với những qui chuẩn của xã hội và nguồn lực tài chính mạnh, họ rất thích thú với việc trải nghiệm sản phẩm mới.
Những khách hàng này đóng vai trò quan trọng trong việc phát tán sản phẩm mới, vì họ không ngại vượt ra khỏi những khuôn phép xã hội và giúp cho sản phẩm mới phổ biến.
b. Early adopter:
13.5% khách hàng trong xã hội tiếp theo dùng sản phẩm mới. Đây là nhóm bị ảnh hưởng bởi hệ thống xã hội nhiều hơn innovator, họ thường là các nhà lãnh đạo thành công và được mọi người tôn trọng. Những người này có tầm ảnh hưởng nhất định và là đối tượng định hướng tiêu dùng cho những khách hàng khác.
c. Early majority
34% khách hàng tiếp theo trong hệ thống xã hội làm quen với sản phẩm mới. Những khách hàng này mua sản phẩm mới trước những khách hàng bình thường khác. Đây là những khách hàng tiếp xúc thường xuyên với đồng nghiệp nhưng không có người có tầm ảnh hưởng nhiều.
d, Late majority
34% khách hàng tiếp theo làm quen với sản phẩm mới. Họ thường có tư tưởng nghi ngờ và không bao giờ tiêu dùng cho đến khi người khác đã dùng hết. Đối với khách hàng này, những giá trị xã hội và áp lực từ việc tiêu dùng của người khác đóng vai trò quan trọng.
e. Laggard
16% khách hàng cuối cùng tiêu dùng sản phẩm mới, họ không bao giờ là người lãnh đạo ý kiến trong xã hội. Đối tượng khách hàng này sống khép kín và tách biệt với xã hội. Nhóm này chủ yếu sử dụng nguồn tham khảo từ kinh nghiệm tiêu dùng trong quá khứ. Chính sự bảo thủ với cái mới tạo ra tâm lí nghi ngờ khi tiếp nhận sản phẩm mới

### Hệ thống xã hội (hoàn cảnh)
Một vấn đề nữa của hệ thống xã hội ảnh hưởng đến tốc độ lan truyền sản phẩm mới là giá trị các thành viên cùng chia sẻ và người lãnh đạo, mức độ một cá nhân có ảnh hưởng không chính thức đến các cá nhân khác.